# Rochefort-Montagne
Rochefort-Montagne – miejscowość i gmina we Francji, w regionie Owernia-Rodan-Alpy, w departamencie Puy-de-Dôme.
Według danych na rok 1990 gminę zamieszkiwało 948 osób, a gęstość zaludnienia wynosiła 54 osoby/km² (wśród 1310 gmin Owernii Rochefort-Montagne plasuje się na 241. miejscu pod względem liczby ludności, natomiast pod względem powierzchni na miejscu 539.).